# 27491 Broksas
27491 Broksas è un asteroide della fascia principale. Scoperto nel 2000, presenta un'orbita caratterizzata da un semiasse maggiore pari a 3,1025285 UA e da un'eccentricità di 0,1300358, inclinata di 7,62910° rispetto all'eclittica.